# Bayavşar, Beyşehir
Bayavşar là một thị trấn thuộc huyện Beyşehir, tỉnh Konya, Thổ Nhĩ Kỳ. Dân số thời điểm năm 2011 là 892 người.